# Факты минувшего дня
«Факты минувшего дня» — советский художественный фильм, производственная драма режиссёра Владимира Басова, снятая по роману Юрия Скопа «Техника безопасности».

## Сюжет
Действие происходит приблизительно в начале 1980-х годов, в Заполярье, на горнодобывающем комбинате. Давно наболевший вопрос коренной перестройки производства вызвал горячие споры противодействующих сторон — как обеспечить безопасную работу горняков и не понизить производительность труда.
Съёмки фильма проводились в Хибинах, на рудниках около городов Апатиты и Кировск.

## В ролях
| Актёр                | Роль                       |
| -------------------- | -------------------------- |
| Андрей Мартынов      | Кряквин                    |
| Михаил Ульянов       | Иван Андреевич Михеев      |
| Владислав Стржельчик | Василий Максимович Сорогин |
| Александр Абдулов    | Григорий Гаврилов          |
| Людмила Чурсина      | Ксения Павловна Михеева    |
| Валентина Теличкина  | Варвара Кряквина           |
| Екатерина Васильева  | Зина                       |
| Лариса Удовиченко    | Неля                       |
| Леонид Куравлёв      | Гринин                     |
| Владимир Басов       | Пётр Данилович             |
| Геннадий Юхтин       | Беспятый                   |
| Александр Ширвиндт   | Юрий Николаевич Шаганский  |
| Евгений Жариков      | Юсин                       |
| Валентина Талызина   | Вера                       |
| Лев Борисов          | Скороходов                 |
| Николай Засухин      | Кэррол Найк                |

## Критика
В журнале «Крокодил» была опубликована эпиграмма Владимира Волина на этот фильм:

Скажу, никого не виня, 

Чтоб в бой не вступать рукопашный: 

И факты — минувшего дня, 

И уровень — тоже вчерашний…

## Награды
- 1982 — Государственная премия РСФСР имени братьев Васильевых.